# Gem (Kansas)
Gem – miasto w Stanach Zjednoczonych, w stanie Kansas, w hrabstwie Thomas.